# Любчак-Крих Ірина Іванівна
Любча́к-Кри́х Іри́на Іва́нівна (16 жовтня 1906, Львів — 16 листопада 1984, там само) — українська піаністка і педагог. Дружина Юрія Криха, мати Марії Крих-Угляр і Лідії Крих.

## Життєпис
Навчання фортеп'янної гри розпочала у ВМІЛ в класі О. Ясеницької-Волошин. У Львівському музичному інституті навчалася в класі проф. М. Домбровського.
По завершенню навчання стажувалася на концертному курсі у В. Барвінського (1930—1932) і на майстерському курсі у Е. Штоєрмана у Відні (1932—1934).
Педагогічну діяльність розпочала 1928 року на посаді директора, викладача фортеп'яно і теоретичних дисциплін у Тернопільській філії ВМІЛ.
В 1930-х — 1-й пол. 1940-х провадила активну концертну діяльність як солістка і камералістка, зокрема зі своїм чоловіком Ю.Крихом. Популяризувала українську музику на Галичині. Мала високу оцінку в рецензіях В. Барвінського, С. Людкевича, Н. Нижанківського та ін.
З 1939 до 1941 продовжила педагогічну діяльність в Державній музичній школі і вечірній школі для дорослих в Тернополі.
З 1944 — старший викладач катедри фортеп'яно та декан фортеп'янного факультету Львівської консерваторії імені М. В. Лисенка. Доцент (1946). Професор (1955). З 1952 по 1955 завідувала фортеп'янною катедрою.
Здійснила вагомий внесок в редагування нових творів львівських композиторів: С. Людкевича, Н. Нижанківського, Р. Сімовича, М. Колесси, А. Кос-Анатольського, М. Скорика, Б. Фільц.
Серед учнів І.Крих: М. Тарнавецька, Я.-Г. Матюха, Б. Фільц, А. Звонко, О. Шпот-Кузьмович, Р. Голубєва, Г. Конькова, І. Сіялова, І. Малишева, А. Мюлер.